# Zuidplas

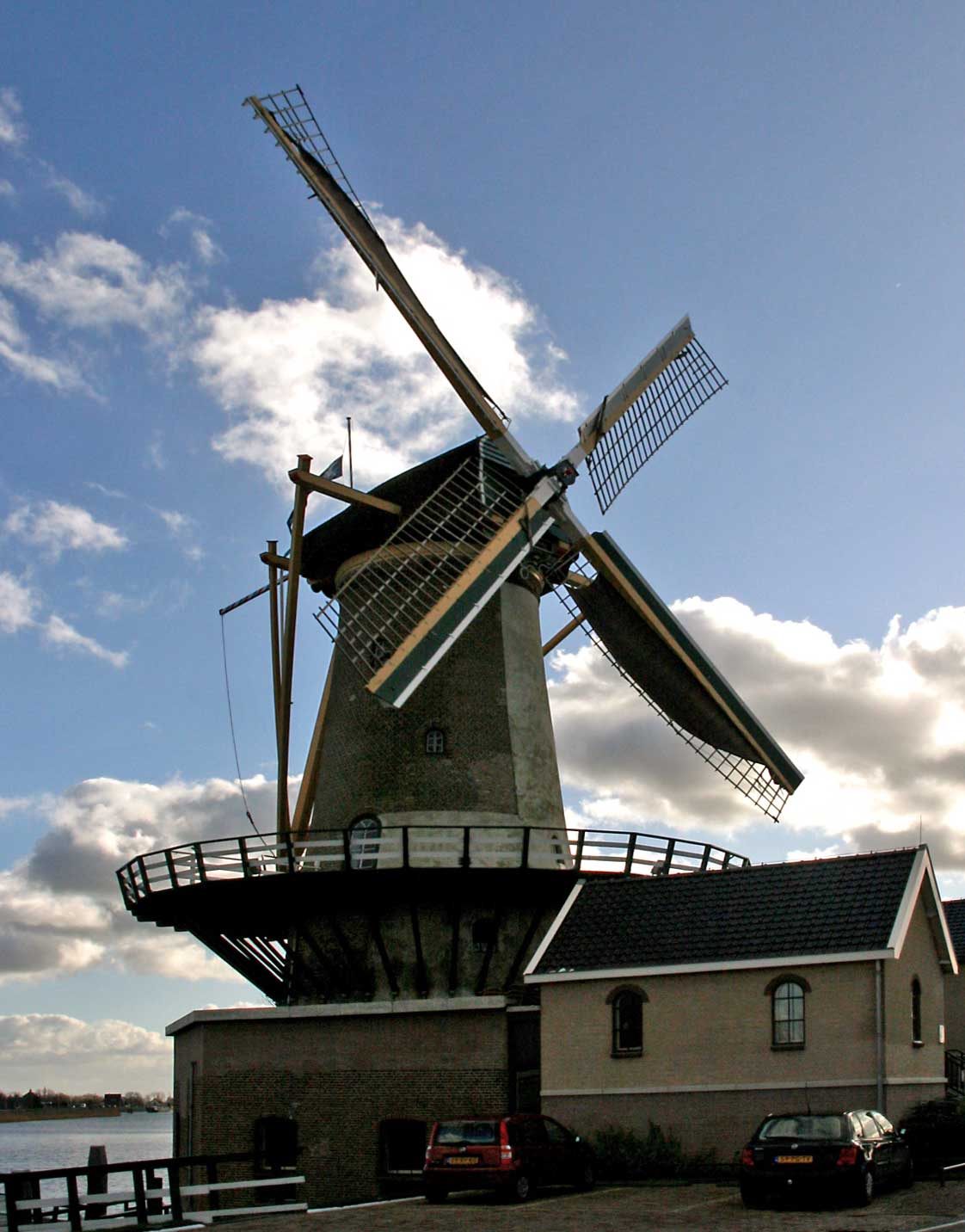
Väderkvarnen Windlust.

Zuidplas läge

Zuidplas är en kommun i provinsen Zuid-Holland i Nederländerna. Kommunens totala area är 62,42 km² (där 3,05 km² är vatten) och invånarantalet är på 41 571 invånare (2017).